# 斎藤次郎 (教育評論家)
斎藤 次郎（さいとう じろう、1939年9月3日 - ）は、日本の教育評論家、漫画評論家、漫画原作者。個人紙『まんがコミュニケーション』主宰。斉藤次郎と表記される場合もある。

## 来歴
埼玉県飯能市生まれ。1963年法政大学文学部日本文学科卒業。子ども調査研究所を経て、教育評論活動を開始。真崎守の漫画『共犯幻想』『寂光院蝉しぐれ 甦春記・京都大原』『紫陽花寺・流謫 甦春記・鎌倉明月院』では原作者を担当。『COM』で漫画評を連載し、村上知彦や米澤嘉博らの「私語り」漫画論に大きな影響を与えたとされる。1987年から、子供や子供文化に係るミニコミ誌『三輪車疾走』『子どもプラス』『子どもプラスmini』の編集代表を務める。BPO放送と青少年に関する委員会（青少年委員会）副委員長などを歴任。

## 著書
- 『若き日の読書』三一書房 高校生新書 1968
- 『擬似への挑戦』三一新書 1969
- 『共犯の回路 ロック×劇画・可能性のコミュニケーション』ブロンズ社 1973
- 『子どもたちの現在〜子ども文化の構造と論理』風媒社 1975
- 『子育て原論〜あたりまえの育児』教育出版 1976
- 『青春の発見〜若き日の読書』教育出版 1977
- 『子どもを見直す〜塾と生活の側から』中公新書 1979
- 『子ども漫画の世界』現代書館 子どもの文化叢書 1979
- 『小さな同時代人〜危機にたつ子ども情況』冬樹社 1980
- 『母親の条件・父親の条件』日本書籍 1980　のち雲母書房
- 『扉のむこうの子どもたち』日本エディタースクール出版部 1982
- 『瀕死の教室』教育出版 1982
- 『子どもへの加担』筒井書房 1984
- 『中・高校生の居場所』鎌倉書房 1984
- 『続・扉のむこうの子どもたち』日本エディタースクール出版部 1984
- 『ああファミコン現象〜「是か非か」を超えて』岩波ブックレット 1986
- 『子ども本位宣言〜家庭と学校を変える』風媒社 1988
- 『若いお母さんに贈る手紙〜子育てに迷ったときへのアドバイス』サクラクレパス出版部 1988
- 『「私探し」の綱渡り〜現代の若者を解読する』有斐閣新書 1988
- 『手塚治虫がねがったこと』岩波ジュニア新書 1989
- 『ことわざ子育て考〜暮らしまるごと子ども論』風媒社 1990
- 『外国の小学校』西山悦子［写真］福音館書店 たくさんのふしぎ傑作集 1991
- 『なぜ、本を読むのか〜体験的読書論』（ブックレット生きる⑥ ）アドバンテージサーバー 1993
- 『ピンチはチャンス〜子育てなんでも相談 小学生編』あすなろ書房 1994
- 『子ども以上おとな未満〜斎藤次郎の子どもなんでも相談 中学・高校生編』風媒社 1995
- 『子どもを育てて働いて』（ワーキングマザーシリーズ⑩）フレーベル館 1995
- 『子どもって、どうして…〜斎藤次郎の子どもなんでも相談 幼児・小学生編』風媒社 1995
- 『子どもびいき』KTC中央出版 1995
- 『いじめと中学生〜ひとりひとりにできること』明石書店 1996
- 『少年ジャンプの時代』岩波書店 子どもと教育 1996
- 『気分は小学生〜百石小学校四年竹組留学記』岩波書店 今ここに生きる子ども 1997
- 『子どもの心探検隊』赤ちゃんとママ社 1998
- 『「子ども」の消滅』雲母書房 1998
- 『高校生なんでも相談』岩波ジュニア新書 2002
- 『子どもと暮らすということ〜子どもに寄り添うためのヒント』雲母書房 2004
- 『ジローさんが答える小学生の親の悩み90〜いろいろ大変、でも大丈夫』新紀元社 2004
- 『友だちってなんだろう』（心のたんけん はじめてのカウンセリング③）学習研究社 2006
- 『行きて帰りし物語〜キーワードで解く絵本・児童文学』日本エディタースクール出版部 2006
- 『子どもの本の道しるべ』子どもの未来社 2019

### 共編著
- 『元気が出る教育の話〜学校・世の中・自分』森毅［共著］中公新書 1982
- 『電脳教育論』森毅・三宅なほみ［共著］ 日本ソフトバンク出版事業部 1987
- 『同時代子ども研究』（全6巻） 高橋恵子・波多野誼余夫［共編］新曜社 1988
- 『あっ、たいへん！』（子どもハンドブック）斎藤次郎・王瑞雲［監修］平野恵理子［絵］
- 『こんな教科書あり?〜国語と社会科の教科書を読む』谷川俊太郎・佐藤学［共著］岩波書店 1997
- 『子どもたちの世紀末』斎藤次郎［編］保坂展人・藤井誠二・武田秀夫・芹沢俊介［著］ 雲母書房 1998
- 『この国は危ない〜子どものことは子どもに習え』芹沢俊介［共著］雲母書房 1998
- 『こうすれば学校を救える』保坂展人・吉永みち子［共著］風媒社ブックレット 2000
- 『ヨムヨム王国〜子どもの本のガイドブック』増田喜昭［共編著］晶文社出版 2000
- 『子どものスイッチ〜みんなもってるすてきなチャンネル』福尾野歩・増田喜昭［共著］雲母書房 2003
- 『子どもの居場所 ママの居場所』斎藤次郎［編集代表］赤ちゃんとママ社 2009
- 『子ども論の遠近法』（子どもプラスBOOKS）芹沢俊介・野上暁［共著］プラス通信社 2012